# 大尾袋貂
大尾袋貂（學名：Dactylopsila megalura）是袋鼯科紋袋貂屬的有袋類動物，棲息在西巴布亞，印度尼西亞和巴布亞新幾內亞的亞熱帶或熱帶乾燥森林。